# Liolaemus albiceps
Liolaemus albiceps — вид ігуаноподібних ящірок родини Liolaemidae. Ендемік Аргентини.

## Поширення і екологія
Liolaemus albiceps мешкають в Аргентинських Андах на півночі провінції Сальта. Вони живуть на високогірних луках пуна. Зустрічаються на висоті від 3060 до 4020 м над рівнем моря. Живляться рослинністю, є живородними.